# Movimento prógrado e retrógrado

O satélite vermelho possui uma órbita retrógada, na direção oposta à da rotação do corpo primário azul

Movimento prógrado é movimento na mesma direção que um certo movimento de referência. O contrário disso é chamado de movimento retrógrado. Esses termos são usados na astronomia para se referir ao movimento da órbita de um corpo em torno de outro, ou à rotação de um corpo em torno de seu eixo. Em um determinado referencial, movimento retrógrado geralmente significa movimento contrário à rotação do corpo primário, o corpo central do sistema. A rotação é determinada em relação a um referencial inercial, como as estrelas fixas.
No Sistema Solar, todos os planetas, planetas anões e a maioria dos corpos menores (com a exceção de muitos cometas) orbitam o Sol na direção prógrada, ou seja, no mesmo sentido da rotação do Sol. A rotação da maioria dos planetas também é prógrada, com a exceção de Vênus e Urano, que têm rotações retrógradas. Os satélites regulares dos planetas têm órbitas prógradas. (No caso dos satélites de Urano, isso significa que eles orbitam no mesmo sentido da rotação de Urano, que é retrógrada em relação ao Sol.) Os satélites irregulares possuem órbitas prógradas e retrógradas, e provavelmente são corpos que foram gravitacionalmente capturados por seus planetas, tendo se formado orbitando o Sol.

## Parâmetros orbitais

### Inclinação
A inclinação da órbita de um corpo indica se sua órbita é prógrada ou retrógrada. A inclinação de um corpo é o ângulo entre seu plano orbital e um plano de referência, como o plano equatorial do corpo que ele orbita. No Sistema Solar, a inclinação dos planetas geralmente é medida em relação à eclíptica, que é o plano da órbita da Terra. A inclinação de satélites geralmente é medida em relação ao equador do planetas que eles orbitam. Um objeto com inclinação entre 0 e 90 graus possui uma órbita prógrada, na mesma direção da rotação do primário. Uma inclinação de exatamente 90 graus indicaria uma órbita perpendicular que não é nem prógrada nem retrógrada. Uma inclinação entre 90 e 180 graus indica uma órbita retrógrada.

### Inclinação axial
A inclinação axial de um objeto indica se sua rotação é prógrada ou retrógrada. A inclinação axial é o ângulo entre o eixo de rotação do objeto e uma linha perpendicular ao seu plano orbital passando pelo centro do objeto. Um objeto com inclinação axial de até 90 graus possui rotação prógrada, na mesma direção da órbita. Uma inclinação axial de exatamente 90 graus indicaria uma rotação perpendicular que não é prógrada nem retrógrada (similar a Urano). Uma inclinação axial entre 90 e 180 graus indica que o objeto está rotacionando no sentido oposto ao de sua órbita.

## Planetas
Todos os oito planetas do Sistema Solar orbitam o Sol na mesma direção da rotação solar, que é no sentido anti-horário quando visto acima do polo norte solar. Seis dos planetas também têm rotação nessa mesma direção. Os dois planetas com rotação retrógrada são Vênus e Urano. A inclinação axial de Vênus é de 177 graus, o que significa que o planeta está girando quase exatamente na direção oposta à sua órbita. Urano tem uma inclinação axial de 97,77 graus, então seu eixo de rotação é aproximadamente paralelo com o plano do Sistema Solar. A razão para a inclinação axial anormal de Urano não é conhecida com certeza, mas a especulação usual que durante a formação do Sistema, um protoplaneta do tamanho da Terra colidiu com Urano, causando a alta obliquidade.
É improvável que Vênus tenha se formado com sua rotação lenta e retrógrada atual, que leva 243 dias. Vênus provavelmente começou com uma rotação prógrada rápida com um período de várias horas, assim como os outros planetas. Vênus está próximo o bastante do Sol para sofrer grande dissipação por marés, e também tem uma atmosfera densa o bastante para criar marés atmosféricas termais que criam um torque retrógrado. A rotação retrógrada lenta de Vênus está em equilíbrio entre marés gravitacionais tentando prender Vênus ao Sol e marés atmosféricas tentando fazer Vênus girar na direção retrógrada.

## Planetas anões
Todos os planetas anões e candidatos a planeta anão conhecidos têm órbitas prógradas em torno do Sol, mas alguns têm rotação retrógrada. Plutão tem rotação retrógrada; sua inclinação axial é de aproximadamente 120 graus. Plutão e sua lua Caronte possuem rotação sincronizada. Suspeita-se que o sistema de Plutão foi criado por uma grande colisão.

## Satélites naturais e anéis

A lua laranja está em uma órbita retrógrada

Se formado junto com o planeta, um satélite natural vai orbitar na mesma direção que o planeta rotaciona, sendo considerado um satélite regular. Se um objeto foi formado em outro lugar e então é capturado gravitacionalmente pelo planeta, ele pode ser capturado em uma órbita prógrada ou retrógrada dependendo da direção que ele se aproxima do planeta. Isso é um satélite irregular.
No Sistema Solar, muitas das luas pequenas são irregulares e têm órbitas retrógradas, enquanto todas as luas grandes exceto Tritão (a maior lua de Netuno) têm órbitas prógradas. As partículas no anel Febe de Saturno têm uma órbita retrógrada porque elas se originam da lua irregular Febe.
Todos os satélites retrógrados sofrem desaceleração de marés de alguma forma, mas o único no Sistema Solar para que esse efeito não é desprezível é Tritão. Todos os outros satélites retrógrados estão em órbitas distantes e forças de maré entre eles e o planeta que orbitam são desprezíveis.
Dentro da esfera de Hill, a região de estabilidade para órbitas retrógradas a grandes distâncias do primário é maior do que para órbitas prógradas. Isso pode ser responsável pelo predomínio de satélites irregulares retrógrados no Sistema Solar.
Com a exceção de Hipérion, todos os satélites regulares no Sistema Solar apresentam rotação sincronizada, então eles não têm rotação em relação ao seu planeta, mas têm o mesmo tipo de rotação que seu planeta em relação ao Sol, porque eles têm órbitas prógradas em torno de seu planeta. Ou seja, todos os satélites regulares (exceto os de Urano) têm rotação prógrada em relação ao Sol.
No caso de uma colisão, material pode ser ejetado em qualquer direção e formar luas prógradas ou retrógradas, o que pode explicar as luas do planeta anão Haumea, apesar de a direção de rotação de Haumea não ser conhecida.

## Corpos menores do Sistema Solar

### Asteroides
Os asteroides normalmente têm órbitas prógradas em torno do Sol. Apenas algumas dezenas de asteroides com órbitas retrógradas são conhecidos.
Alguns asteroides com órbitas retrógradas podem ser cometas inativos, mas alguns podem ter adquirido suas órbitas retrógradas por interações gravitacionais com Júpiter.
Devido a seu tamanho pequeno e grandes distâncias da Terra, é difícil observar por telescópios a rotação da maioria dos asteroides. Em 2012, dados estavam disponíveis para menos de 200 asteroides e os diferentes métodos de determinar a orientação dos polos geralmente resultam em grandes discrepâncias. O catálogo do vetor de rotação de asteroides do Observatório Poznan evita o uso dos termos "rotação retrógrada" ou "rotação prógrada" porque isso depende do plano de referência adotado e coordenadas de asteroides são geralmente dadas em relação à eclíptica ao invés do plano orbital do asteroide.
Asteroides com satélites, também conhecidos como asteroides binários, formam cerca de 15% de todos os asteroides com menos de 10 km de diâmetro no cinturão principal e na população próxima da Terra e provavelmente foram formados pelo efeito YORP, que causa o asteroide girar tão rápido que ele se rompe. Em 2012, e nos casos em que rotação é conhecida, todos os satélites de asteroides orbitam o asteroide na mesma direção de rotação do asteroide.
A maioria dos objetos conhecidos em ressonância orbital estão orbitando na mesma direção que o corpo com o qual estão em ressonância, mas alguns asteroides retrógrados já foram encontrados em ressonância com Júpiter e Saturno.

### Cometas
Cometas da nuvem de Oort são encontrados em órbitas retrógradas muito mais frequentemente que asteroides. O Cometa Halley tem uma órbita retrógrada ao redor do Sol.

### Cinturão de Kuiper
A maioria dos objetos do cinturão de Kuiper têm órbitas prógradas em torno do Sol. O primeiro objeto do cinturão de Kuiper descoberto com órbita retrógrada foi 2008 KV42.

### Meteoroides
Os meteoroides em órbita retrógrada em torno do Sol atingem a Terra com uma velocidade relativa maior, tendem a queimar na atmosfera e mais frequentemente atingem o lado da Terra longe do Sol (ou seja, à noite), enquanto meteoroides prógrados têm velocidades de aproximação mais lentas, mais frequentemente caem como meteoritos e tendem a atingir o lado iluminado da Terra. A maioria dos meteoroides têm órbitas prógradas.

## Sol
O movimento do Sol em torno do baricentro do Sistema Solar é complicado por perturbações dos planetas. A cada algumas centenas de anos esse movimento troca entre prógrado e retrógrado.

## Exoplanetas
Quando um planeta transita sua estrela, ele bloqueia em diferentes momentos parte da luz da estrela se afastando e se aproximando do observador, causando uma aparente mudança na velocidade radial da estrela durante o trânsito. Esse fenômeno, conhecido como efeito Rossiter–McLaughlin, pode ser usado para medir a projeção no céu do ângulo entre o eixo de rotação da estrela e o eixo orbital do planeta, revelando se a órbita é prógrada ou retrógrada.
Espera-se que os exoplanetas sejam formados em órbitas prógradas, assim como os planetas do Sistema Solar, mas fenômenos dinâmicos como interação com o disco protoplanetário ou com outros planetas do sistema podem levar um planeta a uma órbita retrógrada. Observações do efeito Rossiter–McLaughlin em Júpiteres quentes mostram que esses planetas possuem uma variedade de inclinações axiais, podendo estar em órbitas prógradas ou retrógradas, conforme esperado pelas teorias de origem desse tipo de planeta; acredita-se que todos os Júpiteres quentes foram originalmente formados distantes de suas estrelas, depois da linha do gelo, e migraram para perto por interações dinâmicas.

## Estrelas
As estrelas da Via Láctea orbitam o centro da Galáxia. As estrelas do disco normalmente orbitam em uma mesma direção (a direção prógrada, de rotação da galáxia), enquanto estrelas com órbitas retrógradas são frequentemente encontradas no halo galáctico. O halo externo da Via Láctea contém muitos aglomerados globulares com órbitas retrógradas e com rotação retrógrada ou nula. A estrutura do halo tem sido tópico de debate. Um número de estudos já afirmaram que o halo consiste de dois componentes distintos: um componente interno, com metalicidade maior e órbitas prógradas, e um componente externo com menos metais e órbitas retrógradas. No entanto, esses achados foram contestados por outros estudos, que argumentam que os dados observacionais podem ser explicados sem essa dualidade.
A Estrela de Kapteyn, uma estrela próxima, provavelmente obteve sua órbita retrógrada de alta velocidade como resultado de ser originada de uma galáxia anã que se fundiu com a Via Láctea.

## Galáxias

### Galáxias satélite
Passagens próximas e fusões de galáxias em aglomerados de galáxias pode remover material de galáxias e criar pequenas galáxias satélite em órbitas prógradas ou retrógradas em torno de uma galáxia menor.
Uma nuvem chamada Complex H pode ser uma pequena galáxia satélite da Via Láctea em órbita retrógrada, que está colidindo com a Via Láctea.

### Subcomponentes
A Galáxia do Olho Negro (Messier 64) é um exemplo notável de galáxia em que o gás na parte interna do seu disco está se movendo na direção oposta do gás mais externo, possivelmente devido à fusão de duas galáxias. NGC 7331 é um exemplo de galáxia que tem um bojo rotacionando na direção oposta do disco, provavelmente como resultado de material caindo para o interior da galáxia.

### Buracos negros centrais
O centro de uma galáxia contém pelo menos um buraco negro supermassivo. Um buraco negro retrógrado, que gira na direção oposta que o disco, produz jatos muito mais potentes que um buraco negro prógrado, que podem não nem produzir jatos.